# Zalaapáti
Zalaapáti is een plaats (község) en gemeente in het Hongaarse comitaat Zala. Zalaapáti telt 1704 inwoners (2001).